# Brachadena pyriformis
Brachadena pyriformis är en plattmaskart. Brachadena pyriformis ingår i släktet Brachadena och familjen Hemiuridae. Inga underarter finns listade i Catalogue of Life.